# ITunes Session (Kelly Clarkson)
iTunes Session è un EP della cantante statunitense Kelly Clarkson, pubblicato nel 2011.

## Tracce
1. Mr. Know It All – 3:33 (Brian Seals, Ester Dean, Brett James, Dante Jones)
2. What Doesn't Kill You (Stronger) – 3:24 (Jörgen Elofsson, Ali Tamposi, David Gamson, Greg Kurstin)
3. You Can't Win – 3:50 (Kelly Clarkson, Josh Abraham, Oliver Goldstein, Felix Bloxsom)
4. Never Again – 4:03 (Clarkson, Jimmy Messer)
5. Since U Been Gone – 3:10 (Max Martin, Lukasz Gottwald)
6. Why Don't You Try – 4:15 (Eric Hutchinson)
7. My Life Would Suck Without You – 3:08 (Martin, Gottwald, Claude Kelly)
8. I'll Be Home for Christmas – 2:53 (Walter Kent, Buck Ram, Kim Gannon)
9. Interview – 35:17